# John Feaver
John Feaver (* 16. Februar 1952 in Fleet, England) ist ein ehemaliger britischer Tennisspieler.

## Karriere
John Feaver begann als Kind in London mit seiner älteren Schwester mit dem Tennisspielen. In jungen Jahren spielte er außerdem gut Cricket, weshalb er ein Sportstipendium an der Millfield School erhielt.
Feaver trat ab 1971 bei hochklassigen Tennisturnieren der ATP World Tour an. Erste größere Erfolge im Einzel stellten sich 1973 ein, beispielsweise als er in Wimbledon das Achtelfinale erreichte, in welchem er sich Alexander Metreweli aus der Sowjetunion geschlagen geben musste. 1975 kam er in die Viertelfinalrunden von vier Turnieren. 1977 folgte der größte Erfolg seiner Karriere, als er beim Turnier in Florenz seine erste und einzige Finalpartie im Einzel gegen den Lokalmatador Paolo Bertolucci verlor.
Im Doppel konnte er bessere Ergebnisse verbuchen. Mit unterschiedlichen Doppelpartnern erreichte er zwischen 1974 und 1981 insgesamt zehn Finalrunden. Seinen einzigen Titel holte er 1980 an der Seite des Franzosen Gilles Moretton bei seiner achten Finalteilnahme, als sie in Bordeaux Gianni Ocleppo und Ricardo Ycaza besiegten.
In den Jahren 1977 und 1980 wurde Feaver in zwei Begegnungen für die britische Davis-Cup-Mannschaft eingesetzt. Er verlor jedes seiner vier Matches.
Feaver spielte 1984 im Einzel und 1985 im Doppel seine letzten beiden hochklassigen Turniere, in beiden Disziplinen war sein letzter professioneller Turnierauftritt in Wimbledon.
Auch nach seiner aktiven Karriere war er im Tennissport tätig. Beispielsweise war er wirtschaftlicher Leiter im Vorstand von Wimbledon und arbeitete dort für 34 Jahre in der Spielerbetreuung. Außerdem gab er weiterhin Tenniskurse, auch mit seinem Sohn James, der ebenfalls Tennisspieler war.

## Erfolge

### Einzel

#### Finalteilnahmen
| Nr. | Datum          | Turnier | Belag | Finalgegner      | Ergebnis      |
| --- | -------------- | ------- | ----- | ---------------- | ------------- |
| 1.  | 24. April 1977 | Florenz | Sand  | Paolo Bertolucci | 4:6, 1:6, 5:7 |

### Doppel

#### Turniersiege
| Nr. | Datum              | Turnier  | Belag | Partner         | Finalgegner                  | Ergebnis |
| --- | ------------------ | -------- | ----- | --------------- | ---------------------------- | -------- |
| 1.  | 22. September 1980 | Bordeaux | Sand  | Gilles Moretton | Gianni Ocleppo Ricardo Ycaza | 6:3, 6:2 |

#### Finalteilnahmen
| Nr. | Datum              | Turnier  | Belag         | Partner          | Finalgegner                      | Ergebnis      |
| --- | ------------------ | -------- | ------------- | ---------------- | -------------------------------- | ------------- |
| 1.  | 24. März 1974      | Jackson  | Teppich (i)   | Byron Bertram    | Fred McNair Grover Raz Reid      | 6:3, 3:6, 3:6 |
| 2.  | 20. Juli 1975      | Istanbul | Sand          | Colin Dowdeswell | Colin Dibley Thomaz Koch         | 2:6, 2:6, 2:6 |
| 3.  | 6. November 1976   | London   | Teppich (i)   | John James       | John Lloyd David Lloyd           | 4:6, 6:3, 2:6 |
| 4.  | 24. Oktober 1977   | Basel    | Hartplatz (i) | John James       | Mark Cox Buster Mottram          | 5:7, 4:6, 3:6 |
| 5.  | 23. September 1979 | Palermo  | Sand          | Ismail El Shafei | Peter McNamara Paul McNamee      | 5:7, 6:7      |
| 6.  | 30. September 1979 | Madrid   | Sand          | Robin Drysdale   | Cássio Motta Carlos Kirmayr      | 6:7, 4:6      |
| 7.  | 20. Juli 1980      | Båstad   | Sand          | Peter McNamara   | Heinz Günthardt Markus Günthardt | 4:6, 4:6      |
| 8.  | 16. März 1981      | Nancy    | Hartplatz     | Jiří Hřebec      | Ilie Năstase Adriano Panatta     | 4:6, 6:2, 4:6 |
| 9.  | 11. Oktober 1981   | Tel Aviv | Hartplatz     | Steve Krulevitz  | Steve Meister Van Winitsky       | 6:3, 3:6, 3:6 |